# Oronzo Gabriele Costa
Oronzo Gabriele Costa (Alessano, 26 agosto 1787 – Napoli, 7 novembre 1867) è stato uno zoologo ed entomologo italiano.

## Biografia
Era figlio di Domenico e Vita Manera. Trasferitosi a Napoli nel 1808, compì gli studi presso l'Università di Napoli, laureandosi in Medicina. 
Dopo la laurea rientrò a Lecce, praticando la professione presso lo studio di Pasquale Manni, che lo introdusse alla Botanica e alla Storia naturale.
Dopo aver subito persecuzioni politiche per la sua adesione al governo costituzionale scaturito dai moti del 1820-21, fece ritorno a Napoli, dove occupò la cattedra di Zoologia all'Università. Nel 1849, ancora a causa delle sue idee politiche liberali, fu rimosso dall'incarico che gli fu restituito solo dopo l'Unità d'Italia.
A lui si deve la fondazione del "Giornale meteorologico economico" (anni venti dell'Ottocento) e dell'Accademia degli Aspiranti Naturalisti (1841). 
Suo figlio Achille gli succedette nella cattedra di Zoologia dell'Università di Napoli.
Il 21 novembre 1841 divenne socio dell'Accademia delle scienze di Torino.

## Alcuni taxa descritti
- Dactylopius Costa, 1829 - genere di insetti rincoti della famiglia Dactylopiidae
- Acinipe calabra Costa, 1828 - insetto ortottero della famiglia Pamphagidae
- Alburnus albidus Costa, 1838 - pesce della famiglia Cyprinidae
- Cyclosa insulana (Costa, 1834) - ragno della famiglia Araneidae
- Dactylopius coccus Costa, 1835 - insetto rincota della famiglia Dactylopiidae
- Himacerus mirmicoides Costa, 1834 - insetto eterottero della famiglia Nabidae
- Nemesia meridionalis (Costa, 1835) - ragno della famiglia Nemesiidae
- Prionotropis appula Costa, 1836 - insetto ortottero della famiglia Pamphagidae
- Clinidium canaliculatum (Costa, 1839) - insetto coleottero della famiglia Rhysodidae

## Taxa denominati in suo onore
- Alpaida costai Levi, 1988 - ragno della famiglia Araneidae
- Esunculus costai Kaup, 1856 - sinonimo di Albula vulpes Linnaeus, 1758, pesce della famiglia Albulidae
- Italopodisma costai Targioni-Tozzetti, 1881 - ortottero della famiglia Acrididae

## Opere
- Fauna Vesuviana (1827).
- Fauna di Aspromonte (1828).
- Fauna del Regno di Napoli ossia enumerazione di tutti gli animali che abitano le diverse regioni di questo regno ..., Napoli, dai Torchi del Tramater, 1832-36;
- Paleontologia del Regno di Napoli contenente la descrizione e figura di tutti gli avanzi organici fossili racchiusi nel suolo di questo regno, 3 volumi, Napoli, Stabilimento tipografico del Tramater - Stabilimento tipografico di G. Cattaneo, 1857-1863;
- Vocabolario zoologico comprendente le voci volgari con cui in Napoli e in altre contrade del Regno appellansi animali o parti di essi, con la sinonimia scientifica ed italiana, Napoli, Stab. tip. di F. Azzolino, 1846;